# Office des chemins de fer algériens
L'Office des chemins de fer algériens (Office CFA) fu costituito il 1º gennaio 1939per assumere la gestione e l'esercizio delle ferrovie dell'Algeria in seguito alla nazionalizzazione delle ferrovie francesi. L'Office CFA fu soppresso il 1º gennaio 1960; le sue mansioni vennero interamente assunte dalla Société nationale des chemins de fer français en Algérie in base ad una convenzione con lo Stato del 30 giugno 1959.

## Storia
Il 1º luglio 1921 le ferrovie algerine erano state ripartite tra PLM réseau d'Algérie e CFAE. Tale assetto gestionale durò fino al 30 maggio 1938 quando le due reti furono nazionalizzate e riscattate incorporandole nella neocostituita Société nationale des chemins de fer français (SNCF). L'esercizio della rete algerina dal 1º gennaio 1939 fu affidato all'Office des chemins de fer algériens. Uno degli obbiettivi dell'Office fu quello di operare una scelta delle linee da mantenere in esercizio e da potenziare mediante il cambio di scartamento e l'elettrificazione e quelle da chiudere al traffico perché improduttive.
La Oued Kébérit – Tébessa, di 68,2 km fu trasformata a scartamento normale nel 1942 seguita dalla Tébessa – El Kouif, di 24,8 km, nel 1946. Nel 1951 venne elettrificata interamente; nello stesso anno fu elettrificata la tratta Souk Ahras – Tarja, di 8,5 km.
Il 20 dicembre del 1957 fu convertita a scartamento normale la linea, di 217 km, Biskra – Touggourt.

## Rete esercita
La rete esercita dall'Office, ereditata dalla PLM réseau d'Algérie e dalla Compagnie des Chemins de fer algériens de l'État era costituita da ferrovie e tranvie di differenti scartamenti: metrico (linee dell'Est), 1055 mm (linee dell'Ovest) e normale 1435 mm.